# Холм (Починковский район)
Холм — деревня в Починковском районе Смоленской области России. Входит в состав Переснянского сельского поселения. Население — 13 жителей (2010 год). 
Расположена в центральной части области в 12 км к северу от Починка, в 10 км восточнее автодороги А141 Орёл — Витебск. В 1,5 км южнее деревни расположена железнодорожная станция Пересна на линии Смоленск — Рославль. 

## История
В годы Великой Отечественной войны деревня была оккупирована гитлеровскими войсками в июле 1941 года, освобождена в сентябре 1943 года.